# Charnizay
Charnizay és un municipi francès, situat al departament de l'Indre i Loira i a la regió de Centre – Vall del Loira. L'any 2007 tenia 484 habitants.

## Demografia

### Població
El 2007 la població de fet de Charnizay era de 484 persones. Hi havia 206 famílies, de les quals 60 eren unipersonals (32 homes vivint sols i 28 dones vivint soles), 71 parelles sense fills, 67 parelles amb fills i 8 famílies monoparentals amb fills.
La població ha evolucionat segons el següent gràfic:
Habitants censats

### Habitatges
El 2007 hi havia 328 habitatges, 211 eren l'habitatge principal de la família, 80 eren segones residències i 38 estaven desocupats. 325 eren cases i 3 eren apartaments. Dels 211 habitatges principals, 185 estaven ocupats pels seus propietaris, 20 estaven llogats i ocupats pels llogaters i 6 estaven cedits a títol gratuït; 2 tenien una cambra, 19 en tenien dues, 38 en tenien tres, 56 en tenien quatre i 96 en tenien cinc o més. 109 habitatges disposaven pel capbaix d'una plaça de pàrquing. A 95 habitatges hi havia un automòbil i a 91 n'hi havia dos o més.

### Piràmide de població
La piràmide de població per edats i sexe el 2009 era:
| Homes | Edats   | Dones |
| ----- | ------- | ----- |
| 0     | 95 o +  | 4     |
| 0     | 90 a 94 | 8     |
| 16    | 85 a 89 | 4     |
| 8     | 80 a 84 | 8     |
| 12    | 75 a 79 | 20    |
| 20    | 70 a 74 | 12    |
| 12    | 65 a 69 | 28    |
| 16    | 60 a 64 | 20    |
| 28    | 55 a 59 | 8     |
| 16    | 50 a 54 | 24    |
| 20    | 45 a 49 | 20    |
| 24    | 40 a 44 | 16    |
| 4     | 35 a 39 | 12    |
| 12    | 30 a 34 | 12    |
| 12    | 25 a 29 | 16    |
| 24    | 20 a 24 | 16    |
| 32    | 15 a 19 | 4     |
| 12    | 10 a 14 | 8     |
| 4     | 5 a 9   | 0     |
| 4     | 0 a 4   | 20    |

## Economia
El 2007 la població en edat de treballar era de 254 persones, 183 eren actives i 71 eren inactives. De les 183 persones actives 170 estaven ocupades (92 homes i 78 dones) i 13 estaven aturades (5 homes i 8 dones). De les 71 persones inactives 36 estaven jubilades, 16 estaven estudiant i 19 estaven classificades com a «altres inactius».

### Ingressos
El 2009 a Charnizay hi havia 217 unitats fiscals que integraven 516,5 persones, la mediana anual d'ingressos fiscals per persona era de 14.358 €.

### Activitats econòmiques
Dels 18 establiments que hi havia el 2007, 2 eren d'empreses alimentàries, 2 d'empreses de fabricació d'altres productes industrials, 4 d'empreses de construcció, 7 d'empreses de comerç i reparació d'automòbils, 1 d'una empresa de transport, 1 d'una empresa d'hostatgeria i restauració i 1 d'una empresa de serveis.
Dels 6 establiments de servei als particulars que hi havia el 2009, 1 era un taller de reparació d'automòbils i de material agrícola, 2 paletes, 1 fusteria, 1 lampisteria i 1 restaurant.
Dels 2 establiments comercials que hi havia el 2009, 1 era una botiga de més de 120 m² i 1 una fleca.
L'any 2000 a Charnizay hi havia 60 explotacions agrícoles que ocupaven un total de 3.237 hectàrees.

## Equipaments sanitaris i escolars
El 2009 hi havia una escola elemental integrada dins d'un grup escolar amb les comunes properes formant una escola dispersa.

## Poblacions més properes
El següent diagrama mostra les poblacions més properes.